# Jani Vreto
Jani Vreto też jako Ιωάννης Βρετός (ur. 14 stycznia 1822 we wsi Postenan k. Leskovika, zm. w lipcu 1900) – albański poeta, publicysta i działacz narodowy.

## Życiorys
Pochodził z małej wsi w południowej Albanii. Uczęszczał do szkoły w Vurban k. Leskoviku, gdzie pod kierunkiem Nikolly Ikonomiego uczył się równocześnie greckiego i albańskiego. Naukę kontynuował w latach 1843-1847 w greckojęzycznej szkole Zosimea w Janinie. W 1854 przeniósł się do Stambułu, gdzie mieszkał w tym czasie jego ojciec, pracował tam na stanowisku sekretarza w firmie zajmującej się handlem tytoniem.
Wspólnie z Thimi Mitko i Dhimitrem Kamardą był zwolennikiem tezy wspólnego pochodzenia Greków i Albańczyków, a także wspierał współpracę obu narodów w celu stworzenia wspólnego państwa. Pierwszym dziełem, które opublikował w języku albańskim była wydana w 1866 Gramatyka języka greckiego. W 1879 należał do grona założycieli Towarzystwa Rozwoju Języka Albańskiego (Shoqëri e të shtypuri shkronja shqip) zwanego Towarzystwem Stambulskim - organizacji zajmującej się uruchamianiem szkół albańskich i przygotowywaniem podręczników do nauki języka albańskiego. Kiedy władze osmańskie zakazały działalności Towarzystwa, Vreto przeniósł jego siedzibę do Bukaresztu, gdzie działała liczna kolonia albańska. Z inicjatywy Vreto w stolicy Rumunii uruchomiono wydawnictwo, specjalizujące się w drukach albańskojęzycznych. Vreto działał także w Komitecie Centralnym Obrony Praw Albańczyków - organizacji skupiającej działaczy narodowych, aktywnych na emigracji.

## Twórczość
Najbardziej znanym zachowanym dziełem Vreto jest poemat Historia Skanderbega (Histori e Skënderbeut), poświęcony albańskiemu bohaterowi narodowemu. Drobne utwory Vreto ukazały się w zbiorze Fale morza (Valët e Detit), autorstwa Spiro Dine. W 1888 wydał poemat Erveheja Muhameta Kyçyku w łacińskiej transliteracji (Vreto usunął z poematu słowa pochodzenia tureckiego i arabskiego). 
W gronie albańskich działaczy narodowych należał do grupy, która opowiadała się za przyjęciem alfabetu greckiego do zapisu języka albańskiego. W ten sposób chciał podkreślić, że Albańczycy i Grecy mają wspólnych przodków - Pelazgów, ale też uznawał, że jest to uzasadnione z uwagi na specyfikę języka albańskiego.

## Pamięć o Vreto
13 stycznia 2012 prezydent Albanii, Bamir Topi odznaczył pośmiertnie Jani Vreto Orderem Honor Narodu (Urdher Nderi i Kombit). Imię Vreto noszą ulice w Tiranie (dzielnica Pazari i Ri), Kamzie i w Kucovej.